# Marsupella emarginata
Marsupella emarginata là một loài Rêu trong họ Gymnomitriaceae. Loài này được (Ehrh.) Dumort. mô tả khoa học đầu tiên năm 1835.